# Агафоновська (Архангельська область)
Агафоновська (рос. Агафоновская) — присілок в Каргопольському районі Архангельської області Російської Федерації.
Населення становить 4 особи. Органом місцевого самоврядування до 2020 року було Ошевенське муніципальне утворення.

## Історія
Від 1937 року належить до Архангельської області.
Від 2004 року належить до муніципального утворення Ошевенське муніципальне утворення.

## Населення
| 2002 | 2010 | 2012 |
| ---- | ---- | ---- |
| 13   | ↘7   | ↘4   |